# Curnovec (potok)
Curnovec je umetno speljan potok oz. kanal na Ljubljanskem barju. Teče od vasi Brezovica pri Ljubljani v smeri proti vzhodu, mimo ljubljanske mestne deponije in se v četrti Rakova jelša kot levi pritok izliva v Ljubljanico.